# Sasser (Georgia)
Sasser es un pueblo ubicado en el condado de Terrell en el estado estadounidense de Georgia. En el censo de 2000, su población era de 393.

## Demografía
En el 2000 la renta per cápita promedia del hogar era de $28,750, y el ingreso promedio para una familia era de $34,773. El ingreso per cápita para la localidad era de $14,658. Los hombres tenían un ingreso per cápita de $21,607 contra $17,422 para las mujeres.

## Geografía
Sasser se encuentra ubicado en las coordenadas 31°43′12″N 84°20′52″O / 31.72000, -84.34778 (31.720119, -84.347676).
Según la Oficina del Censo, la localidad tiene un área total de 2 km² (0,8 mi²), de la cual 2 km² (0,8 mi²) es tierra y 0 km² (0 mi²) (0.00%) es agua.